# Rocky (sèrie de pel·lícules)
Rocky és una sèrie de pel·lícules dramàtiques nord-americanes de boxa. La primera pel·lícula, Rocky (1976), i les seves cinc seqüeles se centren en la carrera de boxa del personatge de ficció homònim, Rocky Balboa (Sylvester Stallone). Per a la setena i vuitena seqüela Creed (2015) i Creed II (2018), la sèrie mostra Adonis Creed (Michael B. Jordan), el fill del difunt rival de Rocky i amic Apollo Creed (Carl Weathers), com el boxejador titular amb l'ara retirat Rocky, que apareix com el seu entrenador. Totes les pel·lícules de la sèrie van ser escrites o coescrites per Stallone, excepte Creed, que va ser escrita per Ryan Coogler i Aaron Covington. La pel·lícula original i la cinquena entrega van ser dirigides per John G. Avildsen, Creed va ser dirigida per Coogler, Creed II, dirigida per Steven Caple Jr., i la resta, dirigides per Stallone. Al juliol de 2019, Stallone va dir que s'estava fent una altra seqüela de Rocky i que no hi havia acord sobre la possibilitat de fer una sèrie de televisió basada en els primers anys de Rocky Balboa.
La sèrie de cinema ha recaptat més de 1.700 milions de dòlars a la taquilla mundial. La pel·lícula original, la tercera i la setena, han rebut nominacions als premis Oscar. La primera pel·lícula va guanyar com a millor pel·lícula, el millor director i la millor pel·lícula de muntatge. Stallone ha rebut nominacions a l'Oscar per la seva interpretació de Rocky a la primera i setena pel·lícula. La banda sonora de la sèrie també ha rebut nominacions per a la primera i la tercera.

## Pel·lícules
| Pel·lícula   | Data de publicació als EUA | Director (s)       | Guionista (s)                    | Història de                     | Productor (s) |
| ------------ | -------------------------- | ------------------ | -------------------------------- | ------------------------------- | --- |
| Rocky        | 3 de desembre de 1976      | John G. Avildsen   | Sylvester Stallone               | Sylvester Stallone              | Robert Chartoff i Irwin Winkler                                                                                             |
| Rocky II     | 15 de juny de 1979         | Sylvester Stallone | Sylvester Stallone               | Sylvester Stallone              | Robert Chartoff i Irwin Winkler                                                                                             |
| Rocky III    | 28 de maig de 1982         | Sylvester Stallone | Sylvester Stallone               | Sylvester Stallone              | Robert Chartoff i Irwin Winkler                                                                                             |
| Rocky IV     | 27 de novembre de 1985     | Sylvester Stallone | Sylvester Stallone               | Sylvester Stallone              | Robert Chartoff i Irwin Winkler                                                                                             |
| Rocky V      | 16 de novembre de 1990     | John G. Avildsen   | Sylvester Stallone               | Sylvester Stallone              | Robert Chartoff i Irwin Winkler                                                                                             |
| Rocky Balboa | 20 de desembre de 2006     | Sylvester Stallone | Sylvester Stallone               | Sylvester Stallone              | Charles Winkler, David Winkler, William Chartoff i Kevin King-Templeton                                                     |
| Creed        | 25 de novembre de 2015     | Ryan Coogler       | Ryan Coogler i Aaron Covington   | Ryan Coogler                    | Sylvester Stallone, Robert Chartoff, Irwin Winkler, Charles Winkler, David Winkler, William Chartoff i Kevin King-Templeton |
| Creed II     | 21 de novembre de 2018     | Steven Caple, Jr.  | Sylvester Stallone i Juel Taylor | Sascha Penn i Cheo Hodari Coker | Sylvester Stallone, Irwin Winkler, Charles Winkler, David Winkler, William Chartoff, Kevin King-Templeton i Ian Sharpless   |
| Creed III    | 3 de març de 2023          |                    |                                  |                                 | |

### Rocky(1976)
Rocky Balboa (Sylvester Stallone) és un boxejador de perfil baix que sembla que no va enlloc a la vida, ja que treballa cobrant préstecs i lluita en clubs per obtenir recompenses baixes. Rocky diu que no és més que un "vagabund", sobretot per l'entrenador del gimnàs Mickey Goldmill (Burgess Meredith). Al mateix temps, Rocky festeja amb èxit a Adrian Pennino (Talia Shire), una dona tímida que té un germà alcohòlic, Paulie (Burt Young). Però quan el boxejador campió del món dels pesos pesants Apollo Creed (Carl Weathers) tria Rocky a l'atzar com el seu oponent en una lluita pel títol, Rocky s'adona que ara té l'oportunitat de demostrar que no és tant dolent. Amb el suport d'Adrian i Mickey com a entrenador, Rocky lluita per l'honor.

### Rocky II(1979)
Poc després de provar-se, i de patir les males decisions per part d'Apollo Creed, Rocky espera continuar la bona vida. Es casa amb l'Adrian i comença a gastar ràpidament els diners que va guanyar. Però després de tenir feines amb salaris baixos, Rocky s'adona que l'única manera de sobreviure és començar a boxejar de nou. Creed, d'altra banda, s'enfronta a les crítiques dels fans. Com a resultat, burla públicament a Rocky en una revenja, per a la qual Rocky entrena una altra begada amb Mickey. A la quinzena ronda, Rocky fa caure Creed a terra, caient sobre la tela. Tots dos lluitadors lluiten per posar-se en peus, però només Rocky té èxit. Per primera vegada, Rocky és declarat campió del món dels pesos pesants; fins i tot Apollo li mostra respecte mentre recupera el suport dels fans per fer una lluita justa.

### Rocky III(1982)
Després de guanyar el títol dels pesos pesats, Rocky aprofita la seva nova riquesa i fama, apareixent en múltiples anuncis i programes de televisió i gaudint del seu nou estatus de celebritat. Després de defensar el títol diverses vegades, està preparat per retirar-se, però el candidat número u, James "Clubber" Lang (interpretat per Mr. T), desafia públicament a Rocky. Després de tractar l'atac cardíac de Mickey abans de la lluita és eliminat a la segona ronda. Mickey mor després de la baralla, i l'anterior rival Apollo Creed intervé, entrenant a Rocky per lluitar a l'antic estil de Creed (al seu antic gimnàs de Los Angeles) i per utilitzar més l'engany i l'habilitat. A la represa, Rocky fa fora Lang, cansant al lluitador més fort i, finalment, eliminant-lo a la tercera ronda. Després de la baralla, Apollo demana el seu "favor" a l'entrenament de Rocky, en una baralla sense càmeres, sense mitjans, ells dos sols al gimnàs. La pel·lícula finalitza quan llancen cadascun el seu primer cop de puny.

### Rocky IV(1985)
Després de guanyar el seu títol de Clubber Lang, Rocky continua vivint la bona vida, ara que ell i Apollo són bons amics. Tot i això, ha aparegut un nou lluitador de l'URSS, Ivan Drago (interpretat per Dolph Lundgren) i que repta a Rocky a un combat d'exhibició. Apollo lluita en el seu lloc, i la pallissa que treu de Drago acaba amb Apollo morint als braços de Rocky al ring mentre Drago observa fredament. Per venjar Apollo, Rocky desafia Drago a una baralla, que se celebrarà el dia de Nadal a Moscou. En un muntatge ple de simbolisme, es mostra a Rocky entrenant en una cabana remota a Sibèria amb l'ajut del vell entrenador de Creed, el seu cunyat Paulie i, finalment, Adrian, picant fusta, aixecant roques, corrent per la neu i pujant per una muntanya, mentre Drago es veu en un centre d'entrenament avançat que funciona amb cintes de córrer, que utilitza màquines per aixecar peses i s'injecta esteroides per augmentar la seva força. Durant la baralla, Rocky rep la pitjor pallissa de la seva vida però no cau. Finalment, guanya amb la seva demostració de coratge i determinació, i fa caure a Drago a falta de segons per a la final.

### Rocky V(1990)
Després de la seva baralla amb Ivan Drago, a Rocky Balboa se li diagnostica un dany cerebral i es veu obligat a retirar-se del ring. A més, la fortuna de Balboa ha desaparegut a causa d'un comptable sense escrúpols. La família de Rocky torna al seu antic barri i Adrian torna a la botiga d'animals en què treballava, mentre que el fill de Rocky (interpretat per l'autèntic fill de Sylvester Stallone, Sage) pateix assetjament escolar a la seva escola i Rocky reobre l'antic gimnàs de Mickey. Rocky coneix un jove boxejador amb ganes de lluitar anomenat Tommy Gunn (interpretat pel lluitador Tommy Morrison) i comença a entrenar-lo, cosa que dona genera una estreta relació entre els dos. Però quan Tommy comença a ascendir a la fama sota l'ajuda de Rocky, el promotor de baralles George Washington Duke convenç a Tommy, que abandona Rocky. Després que Tommy guanyi el títol dels pesos pesats, fa un discurs curt donant les gràcies només a Duke, però els espectadors se'n burlen i li recorden que deu el seu èxit a "Rocky" amb càntics. Per combatre aquest insult, animat pel seu promotor, Tommy decideix buscar Rocky per a un enfrontament final. Tommy el provoca donant-li un cop de puny, Rocky el desafia a l'exterior i els dos continuen en una violenta baralla al carrer, que Rocky guanya. Al final, Rocky i el seu fill Robert es reconcilien.

### Rocky Balboa(2006)
Per a Rocky Balboa, han passat vint anys de la seva última lluita amb el seu antic protegit, Tommy "The Machine" Gunn. Des de fa molt de temps, Rocky Balboa encara trontolla al voltant d'un món en constant canvi; el seu fill és gran i distant, Paulie torna a treballar a la planta de carn i l'esposa de Rocky, Adrian, ha mort. Rocky ha obert un restaurant que porta el nom de la seva dona, que guarda amb records del seu moment d'èxit mentre explica anècdotes de baralles als clients. Però una baralla simulada per ordinador a ESPN que representa un combat entre un jove Rocky Balboa i l'actual campió, Mason Dixon (Antonio Tarver) torna a generar interès pel desaparegut boxador. Rocky descobreix que no ha perdut l'esperit de lluita i considera que és una oportunitat per mostrar-se de nou al ring. Rocky gairebé guanya la lluita, però perd en una decisió dividida igual que en la primera pel·lícula. Al final Rocky apareix visitant la tomba de la seva dona dient: "Nosaltres, Adrian, ho hem fet".

### Creed(2015)
Adonis "Donnie" Johnson (Michael B. Jordan), fill il·legítim del difunt ex-campió dels pesos pesants Apollo Creed, rastreja Rocky i li demana que es converteixi en el seu entrenador. Rocky és reticent, però finalment accepta. Quan se sap que Donnie és el fill il·legítim de Creed, els managers del campió del món de pesos pesats "Pretty" Ricky Conlan, que es veu obligat a retirar-se per una imminent pena de presó, li ofereix ser el seu darrer rival, sempre que competeixi amb el nom del seu pare. Donnie ho refusa al principi perquè vol forjar el seu propi llegat, però al final accepta. Mentre ajuda a Donnie a entrenar-se, Rocky descobreix que té limfoma no hodgkinià. Inicialment no està disposat a sotmetre’s a quimioteràpia perquè Adrian va morir del càncer d'ovari. Donnie persuadeix a Rocky per buscar tractament i continua entrenant mentre Rocky es recupera. En una batalla que recorda la primera baralla d'Apollo i Rocky, Donnie lluita contra Conlan a la ciutat natal de Conlan, a Liverpool, i sorprèn a gairebé tothom portant Conlan al seu límit. Conlan guanya per decisió dividida, però Donnie guanya el respecte de Conlan i del públic, amb Conlan dient que Donnie serà el futur de la divisió dels pesos pesats lleugers. De tornada a Filadèlfia, Donnie i un Rocky en recuperació pugen per les escales del Museu de Filadèlfia i miren l'skyline.

### Creed II(2018)
Tres anys després de perdre la lluita contra "Pretty" Ricky Conlan, Adonis Johnson Creed guanya el Campionat Mundial dels pesos pesats i li proposa matrimoni a la seva xicota, Bianca Taylor (Tessa Thompson). Mentrestant, tres dècades des de la mort d'Apollo Creed i la seva pèrdua contra Rocky Balboa, Ivan Drago està entrenant el seu fill, Viktor Drago (Florian Munteanu), per recuperar el seu honor fent que Viktor desafiï públicament Adonis pel títol mundial. Rocky es resisteix a entrenar a Adonis, tement que tingui la mateixa sort que el seu pare, però Adonis accepta el repte sense ell i queda greument ferit durant la baralla. Viktor és desqualificat i Adonis conserva el títol. Viktor exigeix una revenja, mentre el promocionen els partidaris del seu pare que originalment van abandonar Drago, inclosa l'exdona de Drago, Ludmilla (Brigitte Nielsen). Viktor és sotmès a dures sessions d'entrenament per preparar-se per a la revenja. Rocky acudeix en ajuda d'Adonis i decideix entrenar-lo al desert del sud de Califòrnia, amb una tàctica diferent perquè Adonis pugui suportar els poderosos cops de Viktor. La revenja està organitzada a Moscou, i Adonis és capaç d'entomar els forts cops de Viktor i deixa Viktor esgotat. Els partidaris de Viktor i la seva mare marxen durant la baralla amb el dubte de si Viktor guanyarà. Drago, veient el seu fill està perdent, llença la tovallola i li assegura que és més important per a ell i que no l'abandonarà. Rocky es reuneix més tard amb el seu fill, Robert (Milo Ventimiglia) i coneix el seu net. Adonis va a la tomba del seu difunt pare, fent les paus amb el seu difunt pare i honrant el seu llegat.

### Futur

#### Pel·lículaRockysense títol (TBA)
Al maig del 2019, al Festival de Cannes, Sylvester Stallone va anunciar la idea que tenia sobre una altra història sobre Rocky Balboa. Al juliol del mateix any, Stallone va confirmar que s'estava desenvolupant una seqüela / seguiment de l'actual sèrie. El projecte serà una empresa conjunta de producció entre Winkler Films Production i MGM. Stallone exercirà d'escriptor a més de protagonitzar la pel·lícula.
Conceptualitzada com una història final, es diu que la pel·lícula tracta sobre Rocky fent amistat amb un jove lluitador estranger, atrapat il·legalment als Estats Units. Stallone afirma: "Rocky coneix una persona jove enfadada que es va quedar atrapada en aquest país quan ve a veure la seva germana. El porta a la seva vida i comencen aventures increïbles que acaben al sud de la frontera. És molt, molt oportú". Al maig de 2020, Stallone va declarar que encara treballa en la pel·lícula, tot i que no sap si es farà.

#### Creed III(TBA)
Al desembre de 2018, Sylvester Stallone va expressar el seu interès perquè Deontay Wilder interpretés el fill de Clubber Lang en un potencial Creed III, un punt argumental al qual Michael B. Jordan va acceptar que fos una continuació. Al febrer de 2020, Zach Baylin va ser anunciat com a guionista, i Jordan va confirmar que reprendria el seu paper com a Adonis Creed.

## Televisió
Al juliol de 2019, Sylvester Stallone va anunciar que hi havia "discussions en curs" sobre una sèrie de televisió de precuela de Rocky, amb el projecte destinat a estrenar-se en una plataforma de serveis de transmissió. Tanmateix, es diu que el productor de sèries de cinema, Irwin Winkler, dubta a l'hora de fer una sèrie de televisió amb preocupacions sobre com es traduiria la història a la televisió. Stallone va afirmar: "Hi va haver algun conflicte, sí ... així que hi havia un gran os de contenció".

## Repartiment i equip

### Repartiment principal
| Personatge                | Sèrie original     | Sèrie original     | Sèrie original     | Sèrie original     | Sèrie original     | Sèrie original     | Sèries spin-off    | Sèries spin-off    |
| Personatge                | Rocky              | Rocky II           | Rocky III          | Rocky IV           | Rocky V            | Rocky Balboa       | Creed              | Creed II           |
| ------------------------- | ------------------ | ------------------ | ------------------ | ------------------ | ------------------ | ------------------ | ------------------ | ------------------ |
| Robert "Rocky" Balboa     | Sylvester Stallone | Sylvester Stallone | Sylvester Stallone | Sylvester Stallone | Sylvester Stallone | Sylvester Stallone | Sylvester Stallone | Sylvester Stallone |
| Adrianna "Adrian" Balboa  | Talia Shire        | Talia Shire        | Talia Shire        | Talia Shire        | Talia Shire        | Talia Shire A      | Talia Shire A      | Talia Shire A      |
| Paul "Paulie" Pennino     | Burt Young         | Burt Young         | Burt Young         | Burt Young         | Burt Young         | Burt Young         |                    |                    |
| Apollo Creed              | Carl Weathers      | Carl Weathers      | Carl Weathers      | Carl Weathers      | Carl Weathers A    |                    | Carl Weathers A    | Carl Weathers A    |
| Michael "Mickey" Goldmill | Burgess Meredith   | Burgess Meredith   | Burgess Meredith   | Burgess Meredith A | Burgess Meredith   | Burgess Meredith A |                    |                    |
| Tony "Duke" Evers         | Tony Burton        | Tony Burton        | Tony Burton        | Tony Burton        | Tony Burton        | Tony Burton        | Tony Burton A      | Tony Burton A      |
| Mary Anne Creed           | Lavelle Roby       | Àpats Sylvia       |                    | Àpats Sylvia       |                    |                    | Phylicia Rashad    | Phylicia Rashad    |
| Tony Gazzo                | Joe Spinell        | Joe Spinell        | Joe Spinell A      |                    |                    |                    |                    |                    |
| Aranya Rico               | Pedro Lovell       |                    |                    | Pedro Lovell A     |                    | Pedro Lovell       |                    |                    |
| Marie                     | Jodi Letizia       |                    |                    |                    |                    | Geraldine Hughes   |                    |                    |
| Robert Balboa Jr.         |                    | Seargeoh Stallone  | Ian Fried          | Rocky Krakoff      | Sage Stallone      | Milo Ventimiglia   | Sage Stallone P    | Milo Ventimiglia   |
| James "Clubber" Lang      |                    |                    | Senyor T           | Senyor T A         | Senyor T A         | Senyor T A         |                    |                    |
| Ivan Drago                |                    |                    |                    | Dolph Lundgren     | Dolph Lundgren A   | Dolph Lundgren A   |                    | Dolph Lundgren     |
| Ludmilla Drago            |                    |                    |                    | Brigitte Nielsen   |                    |                    |                    | Brigitte Nielsen   |
| Tommy "La màquina" Gunn   |                    |                    |                    |                    | Tommy Morrison     |                    |                    |                    |
| George Washington Duke    |                    |                    |                    |                    | Richard Gant       |                    |                    |                    |
| Mason "The Line" Dixon    |                    |                    |                    |                    |                    | Antonio Tarver     |                    |                    |
| Adonis "Donnie" Creed     |                    |                    |                    |                    |                    |                    | Michael B. Jordan  | Michael B. Jordan  |
| Adonis "Donnie" Creed     | Alex Henderson Y   |                    |                    |                    |                    |                    |                    | Michael B. Jordan  |
| Bianca Taylor             |                    |                    |                    |                    |                    |                    | Tessa Thompson     | Tessa Thompson     |
| "Bastant" Ricky Conlan    |                    |                    |                    |                    |                    |                    | Tony Bellew        |                    |
| Danny "Stuntman" Wheeler  |                    |                    |                    |                    |                    |                    | Andre Ward         | Andre Ward         |
| Tony "Petit duc" Evers    |                    |                    |                    |                    |                    |                    | Wood Harris        | Wood Harris        |
| Viktor Drago              |                    |                    |                    |                    |                    |                    |                    | Florian Munteanu   |

### Equip addicional i detalls de producció
| Pel·lícula   | Tripulació / Detall | Tripulació / Detall | Tripulació / Detall                                   | Tripulació / Detall                                                                                                   | Tripulació / Detall                      | Tripulació / Detall | Tripulació / Detall |
| Pel·lícula   | Compositor          | Cinematògraf        | Editor (s)                                            | Estudis de producció                                                                                                  | Estudis de distribució                   | Temps               | Qualificació MPA    |
| ------------ | ------------------- | ------------------- | ----------------------------------------------------- | --- | ---------------------------------------- | ------------------- | ------------------- |
| Rocós        | Bill Conti          | James Crabe         | Scott Conrad i Richard Halsey                         | Chartoff-Winkler Productions                                                                                          | United Artists Corporation               | 2 hores             | PG                  |
| Rocky II     | Bill Conti          | Bill Butler         | Janice Hampton, Stanford C. Allen i Danford B. Greene | Chartoff-Winkler Productions                                                                                          | United Artists Corporation               | 1 hora 59 minuts    | PG                  |
| Rocky III    | Bill Conti          | Bill Butler         | Mark Warner i Don Zimmerman                           | United Artists | MGM / UA Entertainment Company           | 1 hora 39 minuts    | PG                  |
| Rocky IV     | Vince DiCola        | Bill Butler         | Don Zimmerman i John W. Wheeler                       | United Artists i Metro-Goldwyn-Mayer                                                                                  | MGM / UA Entertainment Company           | 1 hora 31 minuts    | PG                  |
| Rocky V      | Bill Conti          | Pòster Steven       | Michael N. Knue, John G. Avildsen i Robert A. Ferreti | United Artists i Star Partners III Ltd.                                                                               | MGM / UA Entertainment Company           | 1 hora 44 minuts    | PG-13               |
| Rocky Balboa | Bill Conti          | Clark Mathis        | Sean Albertson                                        | United Artists, Revolution Studios, Metro-Goldwyn-Mayer, Chartoff-Winkler Productions i Columbia Pictures Corporation | MGM Distribution Co.                     | 1 hora 42 minuts    | PG                  |
| Creed        | Ludwig Göransson    | Maryse Alberti      | Claudia Castello i Michael Shawver                    | New Line Cinema, Warner Bros., Chartoff-Winkler Productions i Metro-Goldwyn-Mayer Pictures                            | Warner Bros.                             | 2 hores 13 minuts   | PG-13               |
| Creed II     | Ludwig Göransson    | Kramer Morgenthau   | Paul Harb, Saira Haider i Dana E. Glauberman          | New Line Cinema, Balboa Productions, Warner Bros. Imatges i Estudis Metro-Goldwyn-Mayer                               | Fotos de Annapurna i Metro-Goldwyn-Mayer | 2 hores i 10 minuts | PG-13               |

## Reconeixements
Als 49è Premis de l'Acadèmia, Rocky va ser nominat a deu Premis de l'Acadèmia. Sylvester Stallone va ser nominada a l'Oscar al millor actor i al millor guió original, amb Talia Shire nominada a la millor actriu, i amb Burgess Meredith i Burt Young nominats al millor actor secundari. " Gonna Fly Now " va ser nominada a la millor cançó original, i Rocky va ser nominada a la millor edició de so i va guanyar la millor pel·lícula, el millor director per John G. Avildson i la millor edició de pel·lícules.
Als 55è Premis de l'Acadèmia, la cançó " Eye of the Tiger " de Rocky III va ser nominada a la millor cançó original.
El 7 de desembre de 2010, Stallone va ser ingressat al Saló de la Fama i el Museu Internacional de Boxa, per haver homenatjat els boxadors per escrit i crear el personatge de Rocky.
El 10 de gener de 2016, Stallone va guanyar el Globus d'Or al millor actor secundari pel seu paper a Creed .
En els 88 premis de l'Acadèmia, Stallone va ser nominat a l'Oscar al millor actor secundari per la seva interpretació a Creed, l'única nominació de la pel·lícula.
En total, la sèrie Rocky ha rebut dotze nominacions als premis Oscar, guanyant-ne tres.